# ماندالا، ساوت استرالیا
ماندالا، ساوت استرالیا (انگلیسی: Mundulla) این شهر در ناحیه دولتی محلی واقع در شورای ناحیه تاتیارا در حدود ۲۷۸ کیلومتر (۱۷۳ مایل) در جنوب شرقی مرکز ایالت آدلاید واقع شده‌است.
نام شهر از واژه ماندالای بومی به مفهوم «مکان رعد و برق» است که اشاره به صدای غم‌انگیزی است که در هنگام غرق شدن در زمین به دلیل غارهای زیادی که در این منطقه وجود دارد رخ داده‌است.
شورای شهر پس از تحقیق در سال ۱۹۶۵ و دادن پیشنهاد به فرمانداری نام شهر را در سال ۱۹۷۲ به ماندالا تغییر داد، اما این موافقت توسط هیئت نامزدهای جغرافیایی تأیید نشده بود.
در سرشماری سال ۲۰۱۱، ماندالا و مناطق محلی بورد تاون جنوبی و پوگیناگوریک تعداد جمعیتشان ۶۷۵ نفر بود.
مدرسه ماندلا در سال ۱۸۷۸ افتتاح شد. فدراسیون فوتبال و باشگاه فوتبال ماندالا، در لیگ فوتبال کووی ناراکورث تاتیارا رقابت می‌کند. در سال ۲۰۱۶، موضوعات مربوط به ماندالا به موضوعات فرعی تبدیل شد.